# مارات تاراسوف
مارات تاراسوف (بالروسية: Мара́т Тара́сов؛ 1 سبتمبر 1930 - 4 مارس 2021) شاعرًا ومترجمًا وصحفيًا روسيًا. كان عاملاً ثقافيًا مشرفًا في جمهورية كاريليا الاشتراكية السوفياتية المتمتعة بالحكم الذاتي، وعامل ثقافي مشرفًا في الاتحاد الروسي، وكاتبًا شعبيًا لجمهورية كاريليا.

## السيرة الشخصية
ولد تاراسوف في عائلة فلاحين من قرية ليزما في منطقة كوندوبوجسكي. تم إعدام والده الذي كان يعمل في محطة كهرباء في كوندوبوجا في عام 1932. خلال الحرب العالمية الثانية تم إجلاء عائلته إلى فولوغدا أوبلاست.
في عام 1951 نشر تاراسوف قصيدته الأولى في مجلة سيفر. في عام 1953 تخرج من جامعة ولاية بتروزافودسك ومن معهد ماكسيم غوركي للأدب عام 1954. في ذلك العام نشر مجموعته الشعرية الأولى وتم قبوله في اتحاد الكتاب السوفييت في عام 1955. من عام 1954 إلى عام 1959 شغل منصب رئيس قسم الشعر في سيفر. من عام 1959 إلى عام 1967 شغل منصب السكرتير التنفيذي لاتحاد الكتاب في جمهورية كاريليا الاشتراكية السوفياتية المتمتعة بالحكم الذاتي. ترجم أعمال كتّاب كاريليين إلى الروسية مثل جلماري فيرتانين ونيكولاي لين وجاكو روجوييف. من عام 2003 إلى عام 2017 كان رئيسًا لاتحاد الكتاب الكاريلي. عاش في بتروزافودسك في حياته اللاحقة.
توفي مارات تاراسوف في 4 مارس 2021 عن عمر يناهز 90 عامًا.